# Derek Riordan
Derek George Riordan (Edinburgh, 1983. január 16. –) válogatott skót labdarúgó.

## Pályafutása

### Klubcsapatban
2001 és 2006 között a Hibernian labdarúgója volt. 2003-ban kölcsönben a Cowdenbeath csapatában játszott. 2006 és 2008 között a Celtic, 2008 és 2011 között ismét a Hibernian játékosa volt. 2011-ben a kínai Shaanxi Chanba, 2012-ben a St. Johnstone, majd az angol Bristol Rovers együttesében szerepelt. Pályafutása végén, 2014 és 2017 között az Alloa Athletic, a Brechin City, az East Fife, az angol York City és az Edinburgh City csapataiban játszott rövid ideig.

### A válogatottban
2005 és 2009 között három alkalommal szerepelt a  skót válogatottban.

## Sikerei, díjai
Celtic
- Skót bajnokság
  - bajnok (2): 2006–07, 2007–08
- Skót kupa
  - győztes: 2007